# Corrales, Boyacá
Corrales là một khu tự quản thuộc tỉnh Boyacá, Colombia. Thủ phủ của khu tự quản Corrales đóng tại Corrales Khu tự quản Corrales có diện tích 59 ki lô mét vuông. Đến thời điểm ngày 28 tháng 5 năm 2005, khu tự quản Corrales có dân số 2646 người.